# Colby (Norfolk)
Colby is een civil parish in het bestuurlijke gebied North Norfolk, in het Engelse graafschap Norfolk met 494 inwoners.